# Ugovor iz Amsterdama
Ugovor iz Amsterdama rezultat je rada međuvladine konferencije započete u Torinu, 1996. godine, ministri vanjskih poslova zemalja članica Europske unije potpisali su ga u listopadu 1997., a stupio je na snagu u svibnju 1999.
Najvažnije izmjene uvedene Ugovorom iz Amsterdama su: 
- jačanje uloge Europskog parlamenta (veći broj odluka koje se donose postupkom suodlučivanja),
- uvođenje fleksibilnosti,
- mogućnost suspenzije države članice iz postupka donošenja odluka,
- prenošenje dijela odredaba koje se odnose na suradnju u području pravosuđa i unutarnjih poslova (III. stup) u I. stup EU (vizni režim, azil, sudska suradnja u civilnim pitanjima),
- uvrštavanje Schengenskog sporazuma u Ugovor,
- izmjene odredaba o Zajedničkoj vanjskoj i sigurnosnoj politici, uključivanje socijalnog protokola u tekst Ugovora,
- isticanje borbe za većom zaposlenošću kao cilja Unije.

### Značaj Ugovora iz Amsterdama
Amsterdamski ugovor iz 1999. godine unio je proširenje nadležnosti Europskog suda u području drugog i trećeg stupa. Donijet je na temelju konferencije vlada u Torinu, Italija, u kojem su sudjelovali i zastupnici Komisije i Europskog parlamenta. Ugovorom iz Amsterdama uvedene su promjene u Maastrichtski UEU kao i u osnivačke ugovore triju zajednice. Ugovor iz Amsterdama predviđa pažljive reforme u području zajedničke vanjske i sigurnosne politike. Politika viza, azila i useljavanja kao i druge politike vezane uz slobodu kretanja osoba iz trećih država premještene su iz područja policijske i pravosudne suradnje u kaznenim stvarima u drugi stup. Konačno, Ugovor iz Amsterdama otvorio je mogućnost da se pravo glasa i druga prava iz ugovora pojedinoj državi članici ograniče kada ta država članica teško i ustrajano krši određena temeljna načela (slobodu, demokraciju, ljudska prava i temeljne slobode, načelo pravne države).

## Vanjske poveznice
- Ugovor iz Amsterdama o izmjenama i dopunama Ugovora o Europskoj uniji, ugovorâ o osnivanju Europskih zajednica i određenih s njima povezanih akata na hrvatskom jeziku[neaktivna poveznica]